# Naukrates
Naukrates (IV wiek p.n.e.) – grecki historyk znany jedynie ze wzmianek u innych pisarzy. Był uczniem Izokratesa. Według Księgi Suda Naukrates stanął do konkursu retorycznego wraz z Teopompem i Teodektesem urządzonego przez Artemizję na cześć króla Mauzolosa.